# Бишево (Мазовецьке воєводство)
Бишево (пол. Byszewo) — село в Польщі, на Сході, у гміні Карнево Маковського повіту Мазовецького воєводства. Населення — 227 осіб (2011).
У 1975-1998 роках село належало до Цехановського воєводства.

## Демографія
Демографічна структура станом на 31 березня 2011 року:
|          | Загалом | Допрацездатний вік | Працездатний вік | Постпрацездатний вік |
| -------- | ------- | ------------------ | ---------------- | -------------------- |
| Чоловіки | 122     | 28                 | 81               | 13                   |
| Жінки    | 105     | 26                 | 53               | 26                   |
| Разом    | 227     | 54                 | 134              | 39                   |